# Jessica Huntley
Jessica Elleisse Huntley (nhũ danh Carroll; 23 tháng 2 năm 1927 – 13 tháng 10 năm 2013) là một nhà xuất bản người Anh gốc Guyana, và là một nhà hoạt động vì quyền cộng đồng và phụ nữ, đáng chú ý là người sáng lập của Ấn phẩm Bogle-L'Ouverture ở London vào năm 1969.

## Cuộc sống ban đầu
Bà sinh ra ở Bagotstown, Guiana thuộc Anh (nay là Guyana), là con gái duy nhất và là con út trong số 5 người con của James Carroll và vợ ông, Hectorine.

## Sự nghiệp
Vào tháng 5 năm 1953, Huntley đồng sáng lập Tổ chức Tiến bộ Phụ nữ Anh Guiana để tập trung vào quyền của phụ nữ như một phần của cuộc đấu tranh giành độc lập của Đảng Tiến bộ Nhân dân (PPP).
Huntley được bổ nhiệm làm thư ký tổ chức của PPP, và là ứng cử viên trong cuộc tổng tuyển cử, nhưng không được bầu. Bà chuyển đến Anh vào tháng 4 năm 1958, theo chồng, là người đã chuyển đến đó vào năm 1957 để tìm việc làm.

## Ấn phẩm Bogle-L'Ouverture
Năm 1969 Huntley đồng sáng lập, cùng với chồng là Eric Huntley, công ty xuất bản có trụ sở tại Luân Đôn, Bogle-L'Ouverture Publications (BLP), được đặt tên để vinh danh hai anh hùng của kháng chiến Caribbean, Toussaint L'Ouverture và Paul Bogle. Bắt đầu với The Groundings With My Brothers, bởi nhà sử học và học giả Guyan Walter Rodney, BLP tiếp tục xuất bản sách của một loạt các tác giả, bao gồm Andrew Salkey, Linton Kwesi Johnson, Lemn Sissay và Valerie Bloom.
Một tấm biển màu xanh được bàng bố vào tháng 10 năm 2018 bên ngoài ngôi nhà West Ealing của Huntley để kỷ niệm bàng việc của họ trong việc thành lập Bogle-L'Ouverture.

## Cuộc sống cá nhân
Năm 1948, lần đầu tiên bà gặp Eric Huntley (sinh năm 1929), lúc đó là một nhân viên bưu điện và nhà hoạt động bàng đoàn. Họ kết hôn vào ngày 9 tháng 12 năm 1950, sống một thời gian tại làng Buxton và họ đồng sáng lập một nhóm nghiên cứu chính trị gặp trong ngôi nhà thuê của họ; và có hai con trai ở đó: Karl (người được đặt theo tên của Karl Marx) năm 1951 và Chauncey năm 1952.
Vào ngày 13 tháng 10 năm 2013, Huntley đã qua đời trong Bệnh viện Ealing, và được sống sót bởi chồng bà, Eric và các con của họ Chauncey và Accabre. Con trai của họ, Karl, đã chết hai năm trước đó, cùng ngày với bà. Hàng trăm người đã đến đám tang của bà tại Nhà thờ Chúa Cứu thế của Southall, và bà được chôn cất tại Nghĩa trang Greenford Park.

## Lưu trữ và di sản
Năm 2005, các bài báo liên quan đến việc kinh doanh của Bogle-L'Ouverture, cùng với các tài liệu liên quan đến các sáng kiến cá nhân, vận động và giáo dục của Jessica và Eric Huntley từ năm 1952 đến năm 2011, đã được gửi tại Lưu trữ Thủ đô Luân Đôn (LMA).
Từ năm 2006, Huntley Archives tại LMA đã truyền cảm hứng cho một hội nghị thường niên về các chủ đề phản ánh các yếu tố khác nhau của nội dung của bộ sưu tập.
Một tấm biển màu xanh, được tổ chức bởi Nubian Jak Community Trust và những người khác, đã được tiết lộ vào tháng 10 năm 2018 bên ngoài ngôi nhà Ealing của Jessica Huntley và Eric Huntley để kỷ niệm bàng việc của họ trong việc thành lập Bogle-L'Ouverture.